# Гайдамак, Александр Григорьевич
Александр Григорьевич Гайдамак (28 августа 1901, Авдеевка, Российская империя — 1998) — генерал-майор технических войск ВС СССР, первый начальник нового воссозданного Саратовского училища химических войск в 1954—1960 годах.

## Биография
Родился 28 августа 1901 года на станции Авдеевка (нынешняя Донецкая область) в семье железнодорожного рабочего. Украинец. В рядах РККА с февраля 1920 года как доброволец, член ВКП(б) с 1920 года. Участник Гражданской войны в России: в составе 26-х пехотных курсов участвовал в боях против Бухарского эмирата. В 1921—1923 годах — участник боёв против басмачества на Туркестанском фронте как командир взвода, командир роты и адъютант командира 7-го Туркестанского стрелкового полка (воевал в составе Сводного отряда).
Окончил Центральные ХимКУКС в Москве в мае 1926 года, назначен начальником химической службы 2-го Туркестанского стрелкового полка (Бухара). В 1934 году зачислен слушателем командного факультета Военной академии химической защиты имени Ворошилова, окончил её в 1938 году. С мая 1938 года — преподаватель тактики в Калининское военное училище химической защиты РККА, позже назначен начальником тактического цикла, с 1941 года возглавил учебный отдел училища. В 1939 году занесён на доску почёта училища.
В годы Великой Отечественной войны занимался подготовкой офицерских кадров, в 1943 году был награждён ценным подарком Главного военно-химического управления Красной Армии. На момент окончания войны был заместителем начальника училища по учебной части
С 1948 года служил в ГСВГ на должности заместителя начальника химических войск. С января 1951 года — начальник Уральского военного округа. Генерал-майор технических войск с мая 1954 года. Учился в 1953—1954 годах на Высших академических курсах при Военной академии Генерального штаба, по окончании курсов 15 июля 1954 года назначен начальником Саратовского училища химических войск (в/ч 14458), сформированного на базе бывшего Саратовского пехотного училища. Занятия начались 1 октября 1954 года.
За время работы на должности начальника училища отвечал за подготовку помещений, учебных пособий, методических и лекционных материалов: первый выпуск состоялся в декабре 1954 года (выпускники, получившее после четырёхмесячных курсов назначение в войска командирами взводов). Первый выпуск офицеров-химиков состоялся в 1957 году, а с 1956 года в училище обучались иностранцы (курсанты из Албании и Монголии). Генерал-майор Гайдамак освободил должность 20 сентября 1960 года, а 13 декабря того же года был уволен в запас с правом ношения военной формы.
В последующие годы активно участвовал в общественно-политической жизни и занимался военно-патриотической работой в Саратове и Сочи, за что был награждён ценными подарками и грамотами от ЦК КПСС, Министра обороны СССР, а также командующих Северо-Кавказским и Приволжским военными округами.
Скончался в 1998 году, похоронен в городе Сочи на Старом городском кладбище.

## Награды
- орден Ленина (30 апреля 1945)[5] — за долголетнюю и безупречную службу в Красной Армии[6]
- орден Красного Знамени:
  - 3 ноября 1944 — за долголетнюю и безупречную службу в Красной Армии[7]
  - 15 ноября 1950 — за долголетнюю и безупречную службу в Советской Армии[8]
- орден Красной Звезды[1]
- орден Отечественной войны:
  - I степени (6 апреля 1985)[9]
  - II степени (22 февраля 1944) — за достигнутые успехи в деле подготовки общевойсковых офицерских кадров[10][a]
- медаль «XX лет РККА»[4] (1938)[2]
- медаль «За боевые заслуги»[1]
- медаль «За победу над Германией в Великой Отечественной войне 1941—1945 гг.» (9 мая 1945)[3][b]

## Комментарии
1. ↑  Представлялся к ордену Красной Звезды[2]
2. ↑  Медаль вручена 20 июня 1945 года[11]